# L'esecutrice
L'esecutrice (L'Exécutrice) é un film del 1986 diretto da Michel Caputo.

## Trama
L'agente di polizia Martine, che deve indagare sul rapimento della giovane Caroline ad opera di una banda di criminali, ha un informatore all'interno dalla gang. I progressi di Martine sono però ostacolati dal suo capo. Inoltre a Martine piace sedurre i suoi colleghi maschi.